# Uwe Brunn
Uwe Brunn (* 20. November 1967 in Berlin) ist ein ehemaliger deutscher Fußballtorhüter und Fußballtrainer. Von 2014 bis 2017 war er Vizepräsident des Sportvereins VfL Osnabrück.

## Karriere
Seine Karriere begann Brunn beim SSC Südwest Berlin und BFC Preussen, bevor er zu den Amateuren des 1. FC Köln wechselte. Im Juli 1988 wechselte er zu Borussia Mönchengladbach, für die er in der Bundesliga 1990/91 sechs Spiele absolvierte. Im Juni 1991 unterschrieb Uwe Brunn einen Vertrag beim VfL Osnabrück, für den er gut zwölf Jahre aktiv war und 357 Spiele absolvierte. 
Zum Helden des VfL Osnabrück wurde Brunn am 1. Juni 2000 im Rückspiel der Relegationsrunde gegen den 1. FC Union Berlin. Im entscheidenden Elfmeterschießen hielt er zunächst den Elfmeter von Steffen Menze, erzielte dann selbst das 8:7 und parierte den anschließenden Elfmeter des Berliner Torhüters Kay Wehner. Das Spiel endete 9:8 und Osnabrück stieg nach sieben Jahren Abstinenz wieder in die 2. Bundesliga auf. 2000 wurde er daraufhin zu Niedersachsens Fußballer des Jahres gewählt.
Aufgrund einer Kreuzband-Verletzung, die er sich durch ein Foulspiel von Abdelaziz Ahanfouf während einer Begegnung gegen Dynamo Dresden zugezogen hatte, beendete er seine Karriere als Profispieler.
Uwe Brunn war Trainer des niedersächsischen Bezirksligisten TuS Haste.
Am 21. März 2009 wurde Brunn als neuer Trainer des Oberligisten BSV Rehden vorgestellt; dieses Amt übte er bis zum Sommer 2011 aus. Danach wechselte er als Torwarttrainer zum Regionalligisten Sportfreunde Lotte. Am 30. November 2014 wurde Brunn auf der Jahreshauptversammlung des VfL Osnabrück zum Vizepräsidenten gewählt, im November 2017 wurde er für dieses Amt nicht wiedergewählt.